# Phi Tai Hong
Phi Tai Hong (thaï : ผีตายโหง) est un fantôme du folklore thaïlandais (thaï :ผี / Phi). C'est l'esprit vengeur et agité d'une personne qui a subi une mort violente ou cruelle.

## Légendes
Phi Tai Hong tire généralement son origine d'un homme ou d'une femme décédé subitement, souvent sans observer les rituels funéraires appropriés. Selon le Dictionnaire officiel des instituts royaux de 1999, tai hong signifie « mourir d'une mort non naturelle et violente, telle qu'être assassiné ou se noyer » et Phi Tai Hong, le fantôme d'une personne décédée de cette manière.
Selon la tradition orale thaïlandaise, les Phi Tai Hong sont très dangereux car ils sont généralement pleins de ressentiment et peuvent facilement tuer des personnes. L'esprit d'une personne assassinée cherchera à se venger, menacera et tentera éventuellement de tuer les meurtriers, ainsi que les personnes qui pourraient être proches d'eux quand l'esprit est actif. En conséquence, Phi Tai Hong fait partie des fantômes les plus redoutés, notamment sous la forme connue sous le nom de Tai Thang Klom ou Tai Thong Klom (ท้อง กลม), qui est le fantôme d'une femme décédée. avec son enfant dans son ventre. En Thaïlande, il existe de nombreux cas dans lesquels les gens prétendent que de tels esprits sont réels,.
La culture thaïlandaise considère cet esprit mortel comme l’un des fantômes qui hantent les maisons et l’un des plus difficiles à exorciser. Les exorcismes peuvent être très compliqués, impliquant des cérémonies arcaniques. Les articles sur ce genre d'esprit et sur les cérémonies d'exorcisme nécessaires pour s'en libérer sont populaires dans les publications thaïlandaises.

## Adaptations modernes
Phi tai hong est un fantôme qui a été présenté dans de nombreux films de types différents, tels que le film thaïlandais 2003 La revanche de Ratri (Buppah Rahtree) et le film 2010 Tai Hong. Il apparaît également dans de nombreux autres films, mais dans un rôle moins central que le thème. Dans sa variante Klom Tai thang ce fantôme est en vedette dans le film 2010 Tai Thang Klom ( « Blanche - Neige »).
Phi tai hong est également un thème récurrent dans les feuilletons de télévision thaïlandaises (lakhon) tels que Le Sixième Sens (สื่อ รัก สัมผัส หัวใจ), les grands succès Raeng Ngao (แรง เงา) et Fai Huan (ไฟ หวน). Ainsi que dans le plus récent Nang Chada (ชฎา) (en 2015) avec Davika Hoorne en tant que fantôme vengeur,.
La légende de phi tai hong fournit souvent un scénario aux films érotiques, tels que Phi Sao Tai Hong et Khon Hen Phi dans lesquels le héros passe une nuit de plaisir avec une femme, mais découvre plus tard qu'elle était une apparition,.